# Nordebert de Neustrie
Nordebert ou Norbert, (décédé en 695) est un maire du palais de Neustrie pendant les dernières années du VIIe siècle.

## Biographie
Nordebert est un fidèle de Pépin de Herstal, maire du palais d'Austrasie. Après la victoire de ce dernier à Tertry en juin 687 sur Thierry III, roi de Neustrie et sur Berchaire, son maire du palais, Pépin de Herstal réunit les trois royaumes francs (Neustrie, Austrasie et Bourgogne) sous son autorité. Peu après, Pépin nomme Nordebert comme maire du palais de Neustrie, nomination confirmée par le roi Clovis IV dans une charte du 28 février 693. Il occupe ce poste jusqu'à sa mort et Pépin nomme ensuite son propre fils Grimoald II pour succéder à Nordebert.